# ببر أبيض
الببر الأبيض، ويدعى الببر الأبيض الملكي، حيوان لبون لاحم من فصيلة السنوريات. فروه أبيض ذو خطوط سوداء وعيناه زرقاوان.

## التاريخ

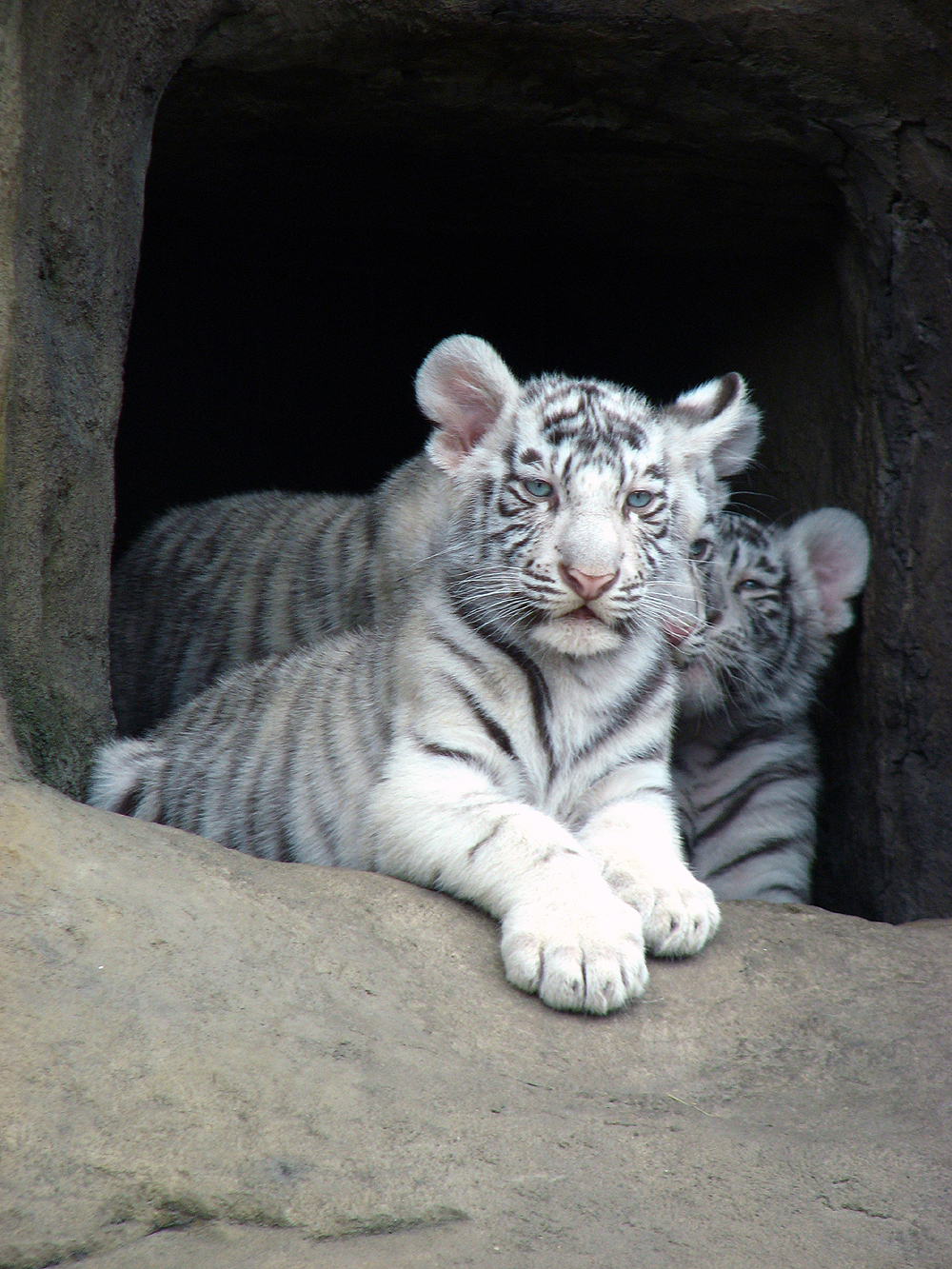
صغير الببر الأبيض

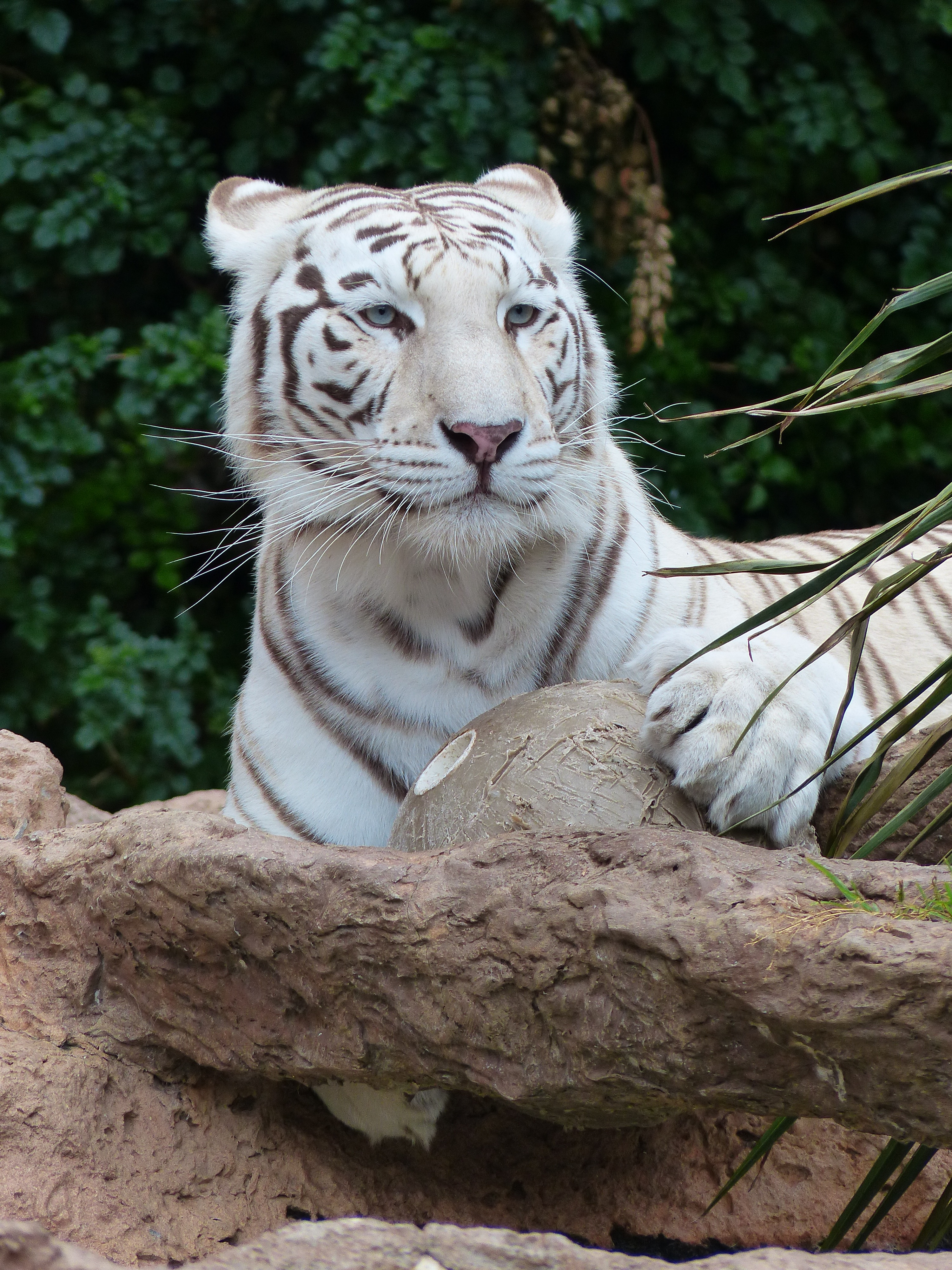
صورة مقربة لببر أبيض بالغ يلعب

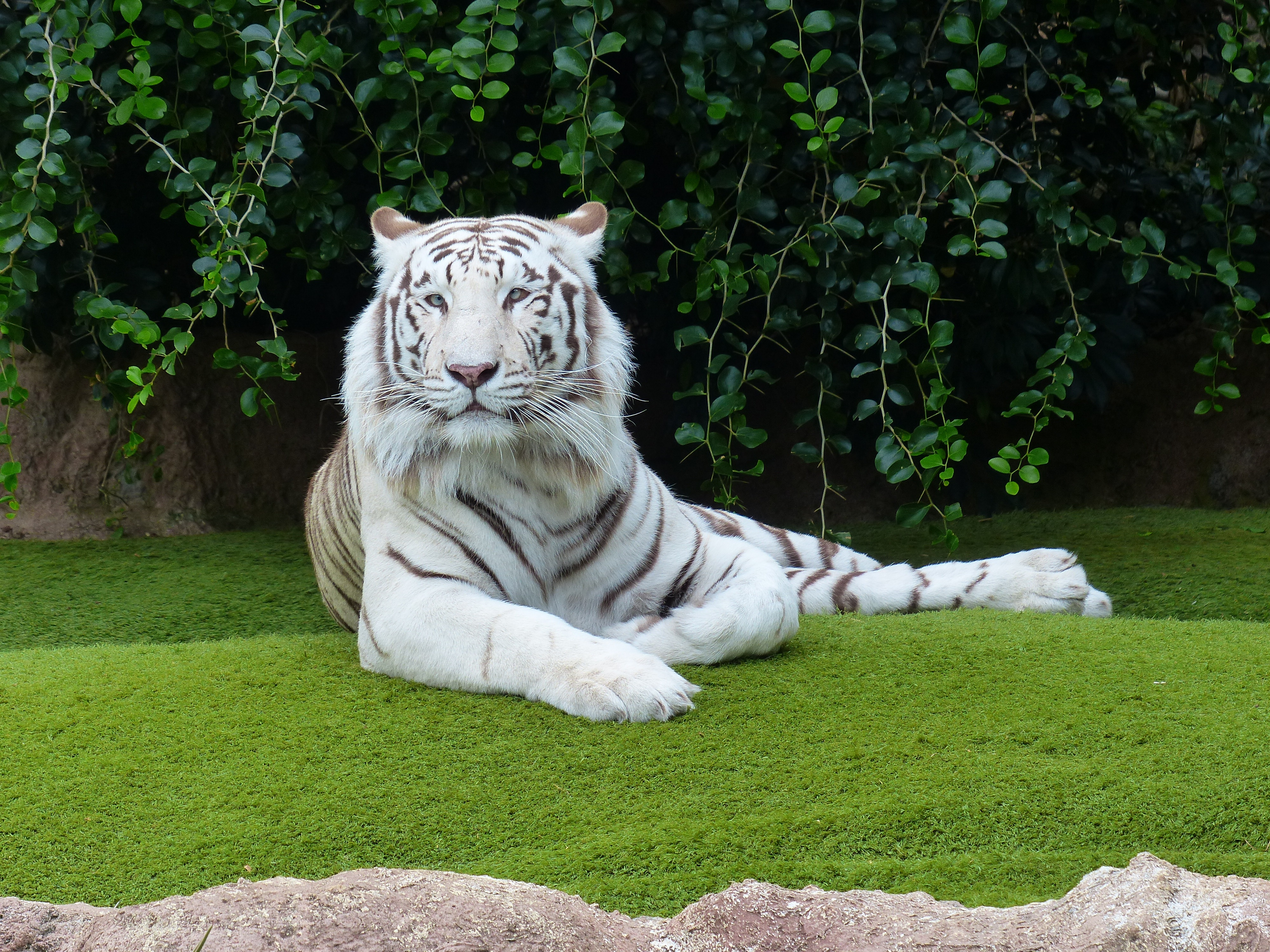
ببر أبيض مسترخ فوق العشب

- الببور البيضاء بدأ الحديث عنها في أواخر القرن 19.غالبية الببور البيضاء المأسورة في الحدائق جأت من نسل موهان وهو نمر بنغالي وجد في الغابة عام 1950 م.
- موهان ولد في غابة Bandhavgarh مع اثنين أو ثلاثة من أشقائه. في 25 من أيار/ مايو 1951م، وانه شوهد من قبل مسجل. في اليوم التالي تمت تنظيم مطاردة العائلة كلها وقتلت وأمسك بموهان والتي جمعتها المهرجان ريوا.

بعد الحادثة اقترن موهان مع الببرة طبيعية اسمها بيغوم، ولدت أربع ببر بيضاء اللون، ثلاث ذكور وأنثى اسمهم على التوالي راجا، راني، شكشيني، موهيني.
- موهان توفي في سبتمبر 19، 1969 في سن 19 عاما و7 أشهر.عرضت جثته المحنطة في متحف خاص للمهراجا من ريوا.

## الوصف

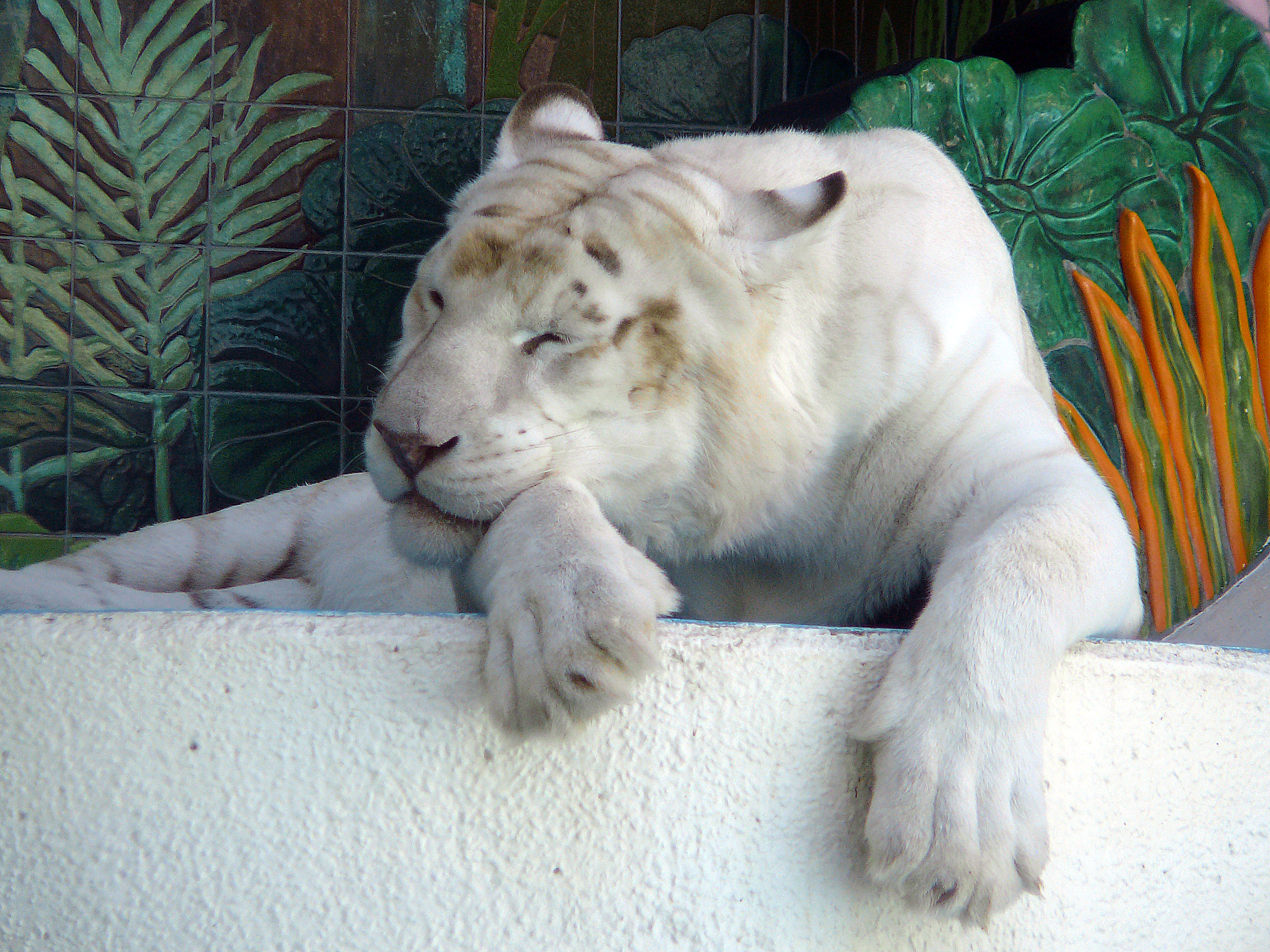
ببر مستلق والملاحظ فيه انه بدون خطوط سوداء

- الببر الأبيض يتميز بمعطفه الأبيض مع خطوط سوداء على كامل جسمه، وعيناه الزرقاوان وانفه الوردي. العيون الزرقاء تعتبر من الطفرة المحولة للجين الببر الأبيض.

قد يصبح لون المعطف شاحبا قليلا بسب مرض وراثي ولكن عادة مايعود ليصبح أبيضا ناصع.
ويتميز الببر الأبيض بعد وجود اسم علمي خاص له لترابطه مع الببر الأصلي.

## أماكن تواجدها

### في البرية

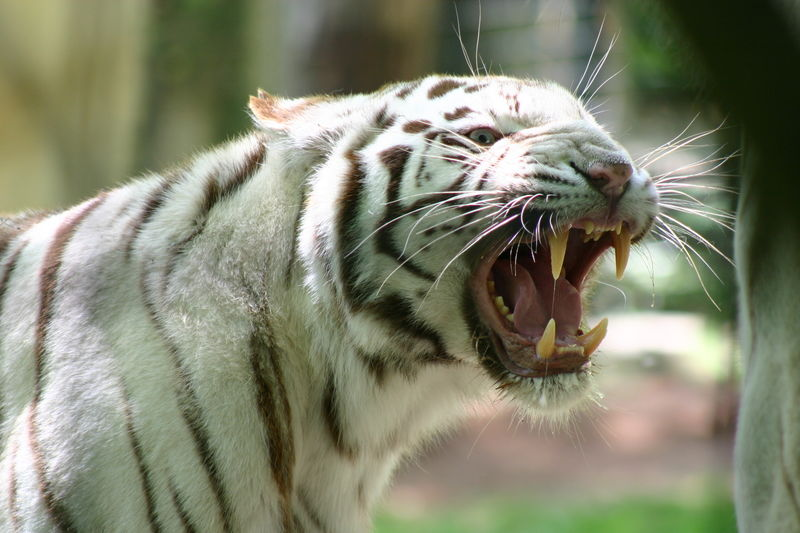
ببر في حالة غضب

- فرص البقاء على قيد الحياة إلى حد كبير خطر على الببر الآبيض من جراء هذا اللون غير المألوف للطبيعة الخضراء ويمنعها من الاختباء في الغابات وصيد فرائسها،

### في الأسر

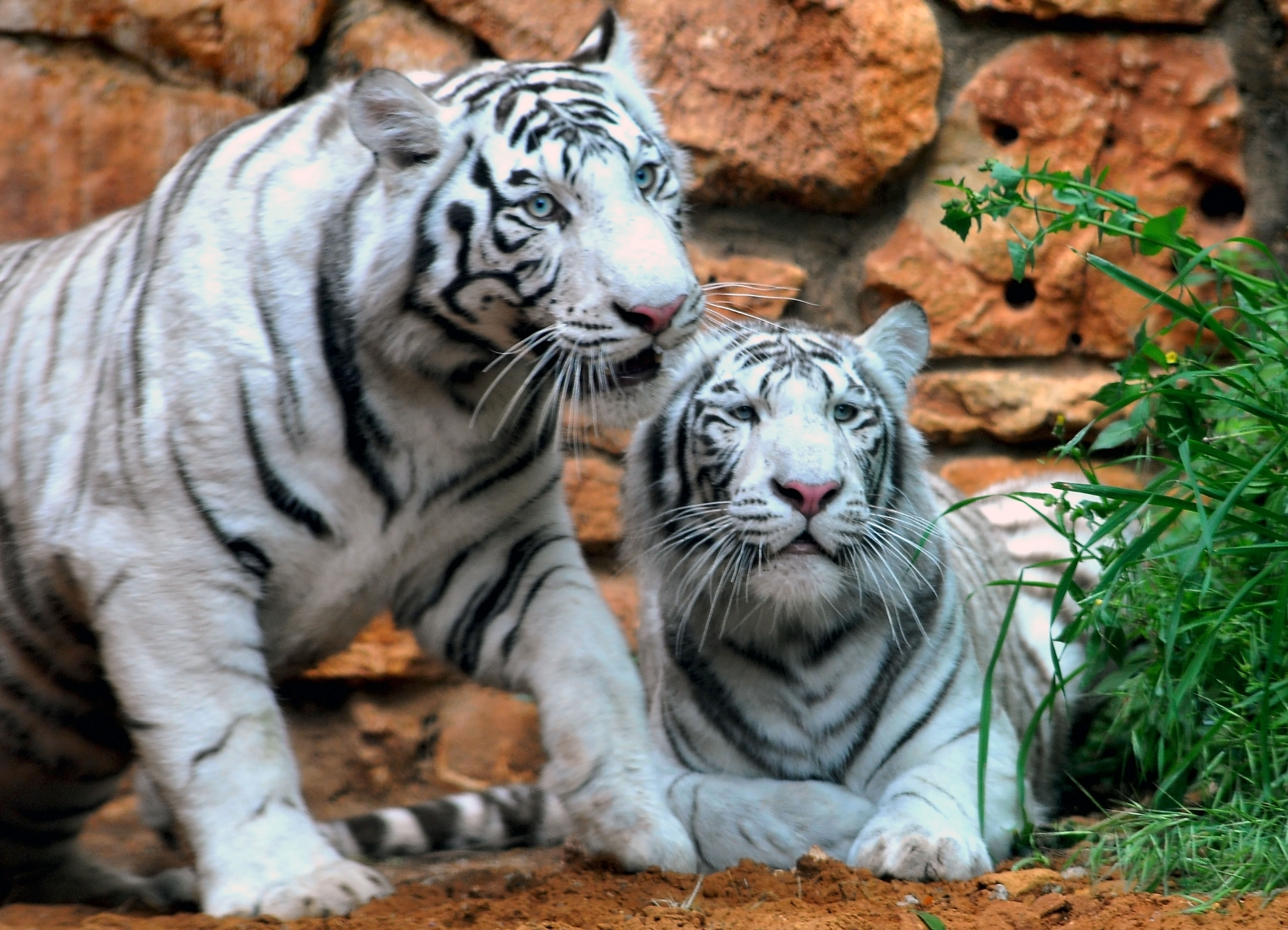
ببور بيضاء في حديقة حيوان حيفا، لاحظ عيناها الزرقاوان وأنوفها الورديّة

- يتواجد الببر الأبيض ببعض المئات في جميع أنحاء العالم، وزعت بشكل رئيسي في حدائق الحيوانات والمحميات الحيوانية.استطاع الخبراء تزويجها في الحدائق قصد اكثارها للونها التي يجعلها من الحيوانات المفضلة للجمهور.

## الجدل حول الببر الأبيض

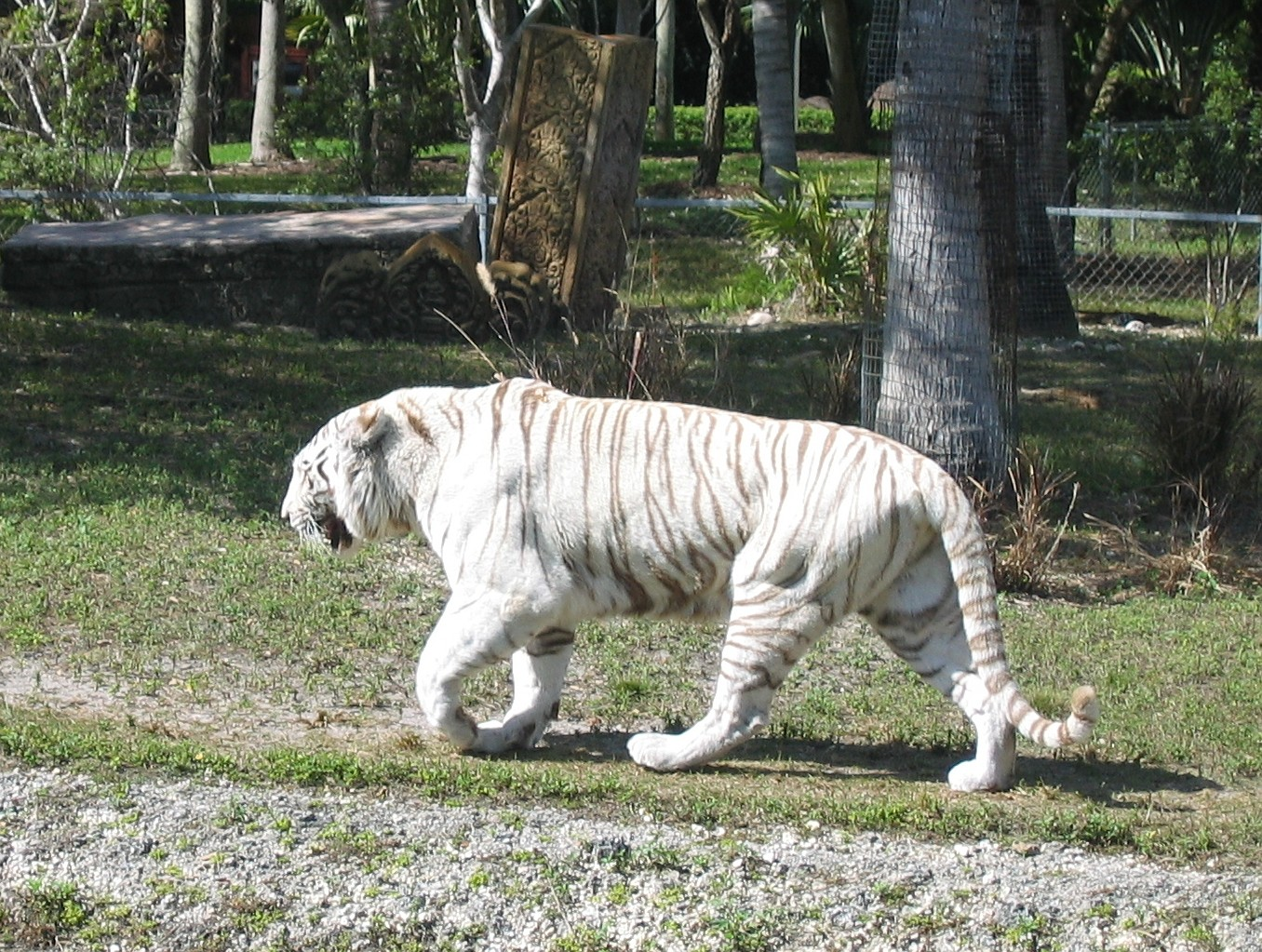
ببر يتجول في حديقة ميامي الأمريكية

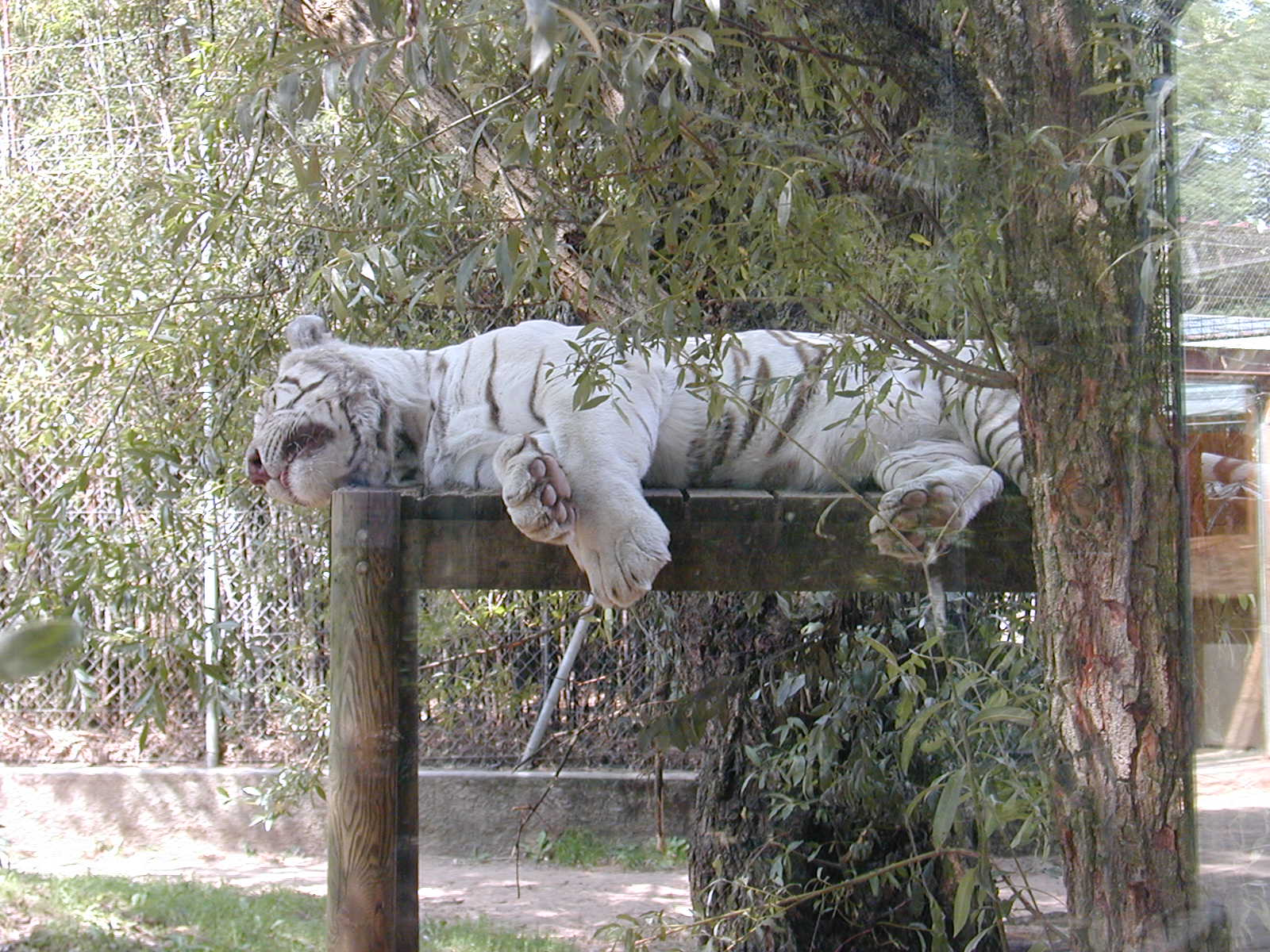
ببر أبيض مستلق

- الببر البيضاء جاءت من الببر موهان وتزاوج الاقارب فيما بعضها أدى إلى مشاكل وتشوهات خطيرة عند الولادة.

في الواقع80 ٪ من الببر البيضاء المولودة تموت بسب عيوب زواج الاقارب ،و20٪ المتبقية بسبب المشاكل المادية، مثل نقص المناعة والجفاف والاضطرابات النفسية.في الحقيقة يعتقد العلماء ان واحد ببر أبيض من 30 قد يكون صحيا ومقاوما للامراض.